# Ante Jadrijević
Ante Jadrijević (Glavice, 14. lipnja 1896. – Makarska, 13. travnja 1974.), hrvatski franjevac, arheolog i povjesničar.

## Životopis
Pučku školu i gimnaziju pohađao u Sinju. Biblijske jezike i arheologiju studirao u Rimu i Jeruzalemu. Proučavao antičku, ranokršćansku i starohrvatsku baštinu u Dalmaciji.
Na Papinskom biblijskom institutu u Rimu studirao 1923. – 25. hebrejski, grčki i sirski i 1925. stekao bakalaureat (1934. licencijat iz Svetoga pisma), zatim nastavio studij na Franjevačkoj biblijskoj školi u Jeruzalemu 1925. – 27. i postignuo doktorat iz teologije. 
Potom bio profesor u Franjevačkoj klasičnoj gimnaziji u Sinju 1927–30. i 1932–35. i kateheta u Državnoj realnoj gimnaziji 1930–32. Godine 1935. – 43. na Visokoj franjevačkoj bogosloviji u Makarskoj predaje biblijske predmete i starokršćansku arheologiju. 
Gvardijan je Gospina samostana u Sinju 1945. – 49., a definitor Provincije Presvetoga Otkupitelja 1946. – 49. Zatim bio profesor u Franjevačkoj srednjoj vjerskoj školi u Makarskoj do 1955. i u samostanu Majke Božje Lurdske u Zagrebu kada je u njem obnovljen rad makarske bogoslovne škole do 1966.; usporedno je 1964. – 65. predavao hebrejski jezik u Centralnoj visokoj bogosloviji u Splitu.

## Znanstveni rad
Među njegovim radovima posebnu znanstvenu vrijednost imaju oni o Bibliji, jer je postavio originalnu teoriju o tumačenju nekih dvojbenih mjesta. Objavio je nekoliko kraćih radova iz antičke i hrvatske arheologije te više priloga iz ranosrednjovjekovne hrvatske crkvene i narodne povijesti. 
Boravak u Svetoj zemlji i obilazak svetih mjesta opisao je u putopisnim bilješkama. Surađivao je u listovima i časopisima: Euharistijski glasnik (1927.), Gospa Sinjska (1927. – 29., 1936., 1939.), Nova revija (1927., 1936. – 38., 1940. – 41.), Vjesnik za arheologiju i historiju dalmatinsku (1930. – 34., 1958., 1961. – 62.), Hrvatska straža (1936.), Verbum Domini (Rim 1942.), Vjesnik Franjevačke provincije Presvetog Otkupitelja u Dalmaciji (1957., 1965-), Antonianum (Rim 1958.), Marija (1963.), Službeni vjesnik Biskupije splitske i makarske (1964.), Služba Božja (1966), Crkva u svijetu (1967.). Preveo je djelo L. M. Grigniona de Montforta Prava pobožnost prema Majci Božjoj (Zagreb 1944., 2002.). Pripremio je molitvenik Posveta Bezgrešnom Srcu Marijinu (Đakovo 1959.), a s K. Kržanićem objavio je manje djelo Fatimski jubilej. 50. godišnjica Gospinih ukazanja (Makarska 1967.) te 1934. napisao himnu O Gospe Sinjska, Djevo sveta.